# Nguyễn Thái Học

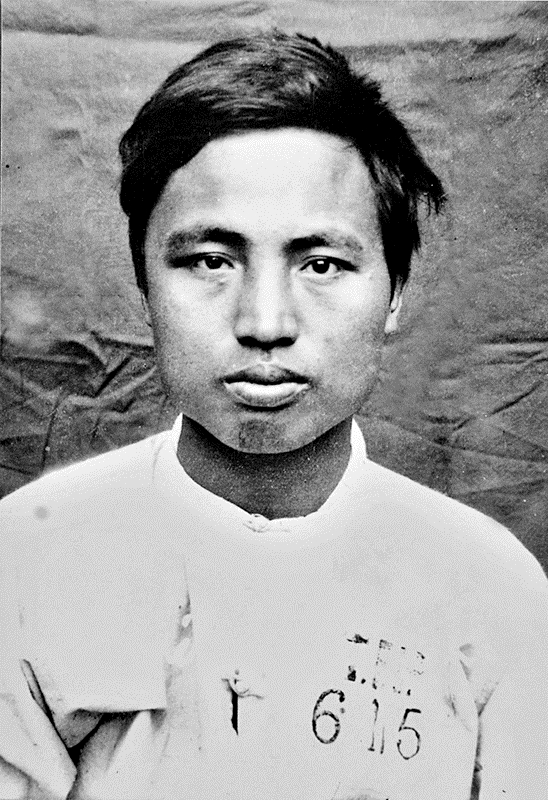
Nguyễn Thái Học

Nguyễn Thái Học, Chữ Hán: 阮太學; (* 1902; † 1930) war ein vietnamesischer Revolutionär und Gründer der Việt Nam Quốc dân Đảng (VNQDĐ), der Vietnamesisch Nationalistischen Partei. Er wurde nach dem Scheitern der von der VNQDD am 9. Februar 1930 angestifteten Meuterei der Garnison Yên Bái von den französischen Kolonialbehörden verhaftet und hingerichtet.

## Leben
Nguyễn Thái Học wurde als Sohn einer Bauernfamilie in Vĩnh Yên im Delta des Roten Flusses geboren. Er studierte Erziehungswissenschaften und Handelsgewerbe in Hanoi. Er fand eine Anstellung als Schullehrer.
Zu Beginn seines politischen Engagements setzte Nguyen Thai Hoc auf eine Reform des Kolonialismus, den er in einem Brief an den französischen Generalgouverneur Alexandre Varenne einforderte. 1927 gehörte er zusammen mit Pham Tuan Tai und Nguyen Khac Nhu zu den Gründungs- und Führungsmitgliedern der VNQDD. Die Partei orientierte sich organisatorisch an den kommunistischen Parteien, war politisch jedoch an den republikanischen Nationalismus der Guomindang angelehnt. Ziele der Partei waren die Überwindung des Kolonialismus und Errichtung einer das ganze Land umfassenden vietnamesischen Republik auf Basis der Volkssouveränität und der Rechtsstaatlichkeit. Im Zuge der fehlgeschlagenen Revolte von Yen Bai wurde Nguyen Thai Hoc von den Franzosen zum Tode verurteilt und durch die Guillotine hingerichtet. Seine Verlobte Nguyen Thi Giang beging nach seiner Hinrichtung Suizid und hinterließ neben einem persönlichen Abschiedsbrief ein politisches Testament.

## Erinnerungskultur
Nach der Machtübernahme der Japaner im März 1945 in der Kolonie wurde Nguyen Thai Hoc öffentlich als Nationalheld gewürdigt.
Obwohl er als konfuzianisch geprägter Nationalist den sich damals (auf Betreiben Ho Chi Minhs) formierenden sozialistischen Gruppen fernstand, wird er als wichtige Figur in einer Reihe von Kämpfern gegen die Fremdherrschaft bis heute offiziell verehrt. In allen wichtigen Städten Vietnams ist eine Hauptstraße nach ihm benannt.